# Elachocharax junki
Elachocharax junki är en fiskart som först beskrevs av Géry, 1971.  Elachocharax junki ingår i släktet Elachocharax och familjen Crenuchidae. Inga underarter finns listade i Catalogue of Life.